# Hemsön

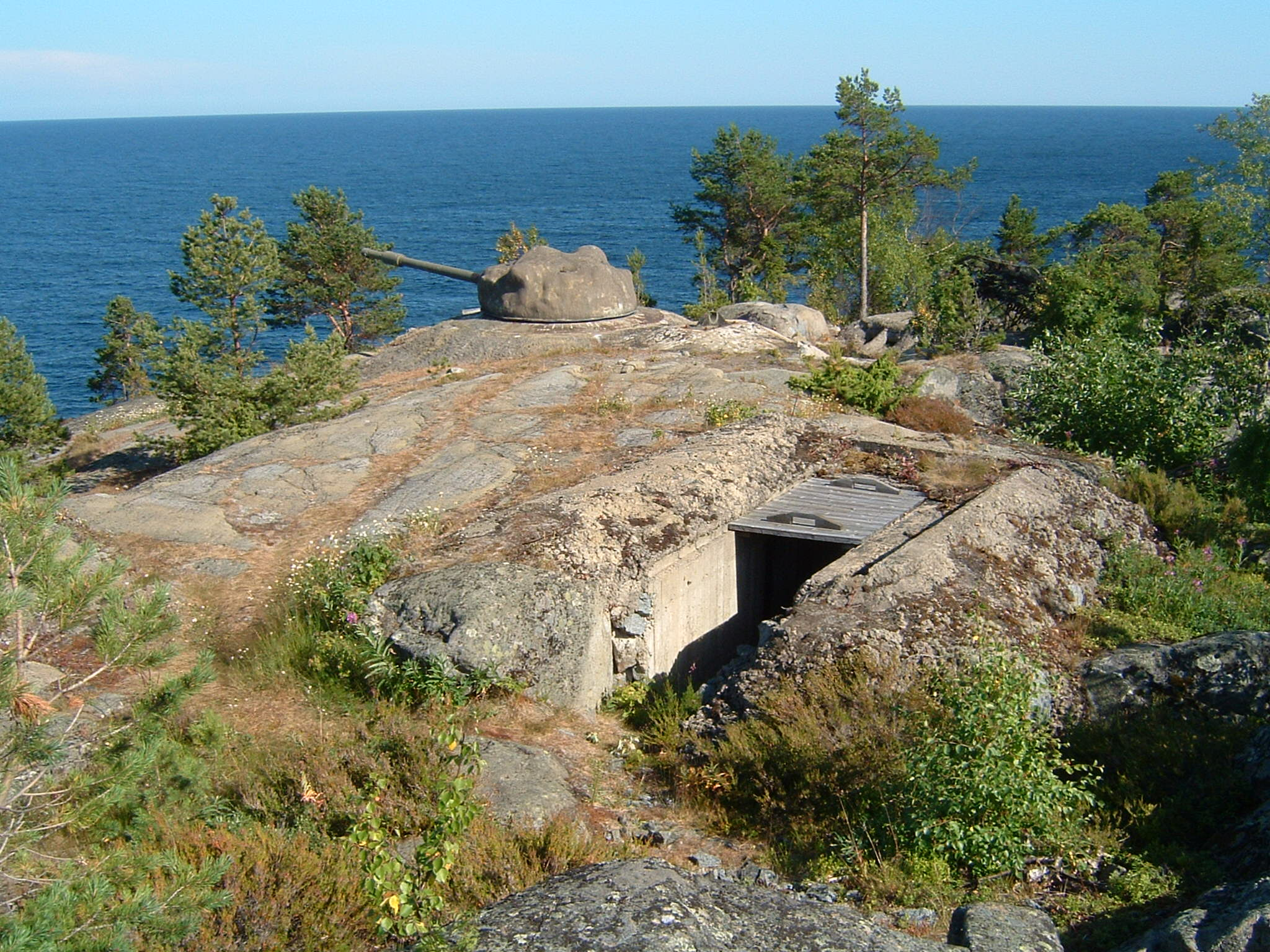
Festungsanlage Hemsö – Insel

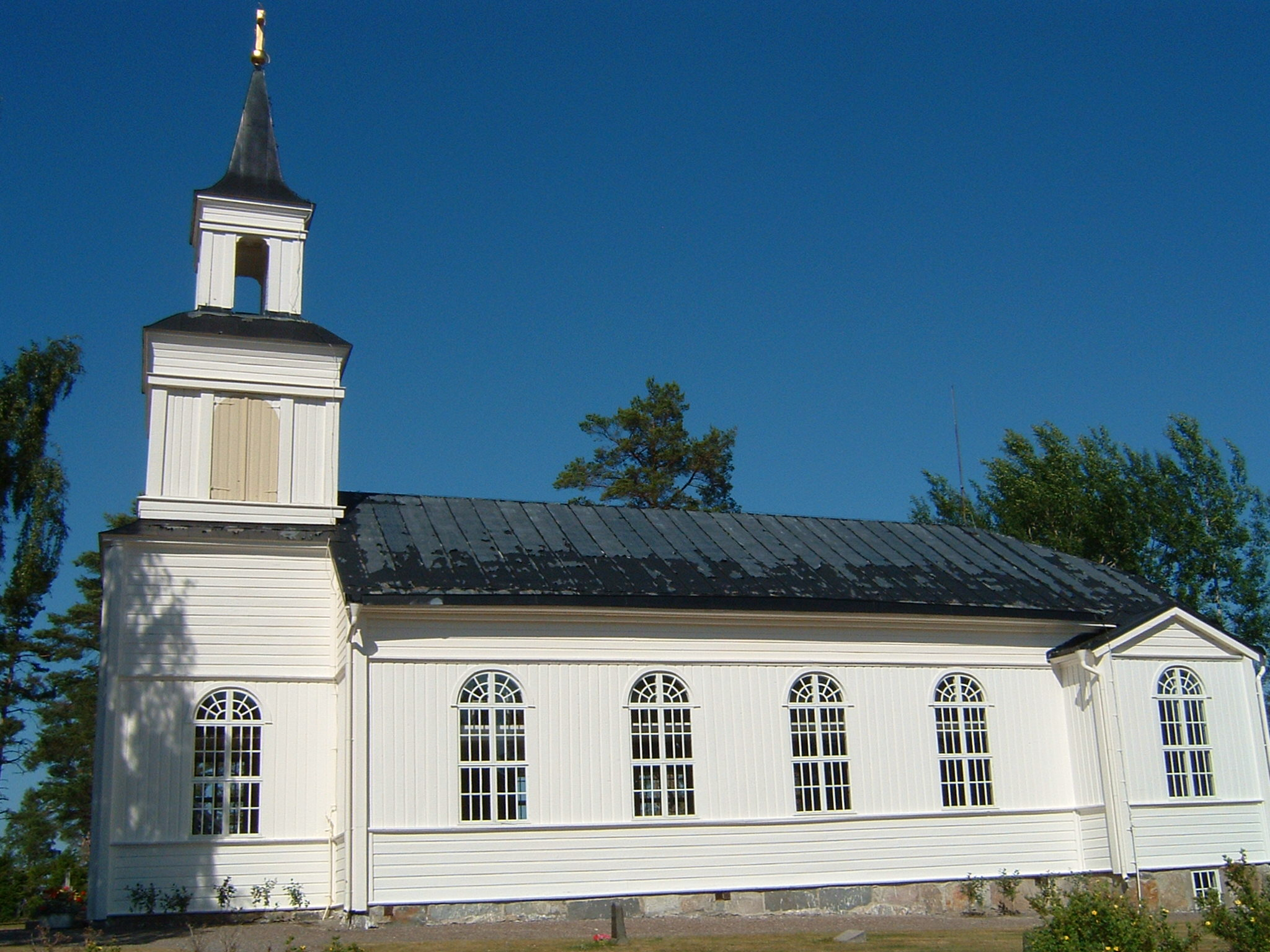
Hemsö Kirche

Hemsön (auch Hemsö genannt) ist eine 54,02 km² große Insel in der Bottensee, nordöstlich von Härnösand in Schweden. Es ist die Hauptinsel in der Gemeinde Hemsö und viertgrößte Insel in Norrland.
Hemsön ist bergig und bewaldet mit hohen Hängen. Die Insel liegt strategisch günstig im Ångermanälven-Outlet und beherbergt eine Reihe militärischer Einrichtungen, darunter die Festung Hemsö, die im Sommer ein beliebtes Ausflugsziel ist. Auf der Insel befindet sich auch eine denkmalgeschützte Kirche aus Holz. Das Kirchengebäude befindet sich im Norden in erhöhter Lage. Es wurde im neoklassizistischen Stil zwischen 1856 und 1865 erbaut. Der Baumeister war J. Wassberg, der auch für die Zeichnungen verantwortlich war.
Auf der Insel sind keine prähistorischen Überreste bekannt, und die Ansiedlung von Menschen wurde wahrscheinlich erst im Mittelalter eingeleitet. In den Jahren 1863–1951 bildete die Insel eine eigene Gemeinde. Danach gehörte sie 1968 zur Kreisgemeinde Säbrå, woraufhin diese später in die Gemeinde Härnösand eingegliedert wurde. Die Insel hat auch einige Sommerwohnbereiche und einen Campingplatz am Sågsand, ist ein beliebter Sandstrand.